# نادي الحدباء
نادي الحدباء الرياضي هو فريق كرة قدم عراقي مقره في محافظة نينوى، يلعب في الدوري العراقي الدرجة الثانية.

## تاريخ

### تفجير بناية النادي
بعد سيطرة داعش على مدينة الموصل عام 2014، فجّروا مبنى النادي، وبعد تحريرها في 2017 أعيد بناؤه وافتتح في تشرين الثاني / نوفمبر 2019.

### الدرجة الثالثة
لعب النادي في دوري الدرجة الثالثة في موسم 2021-22 وتصدر مجموعته وتأهل للنهائي، لكنه خسر لقب البطولة في المباراة النهائية أمام فريق كفاءات نينوى بضربات الترجيح وصعد الفريقان معاً إلى دوري الدرجة الثانية.

### الدرجة الثانية
لعب النادي في دوري الدرجة الثانية في موسم 2022-23 واجتاز المرحلة الأولى كممثل لمحافظة نينوى مع نادي بلدية الموصل، وتأهل للمرحلة الثانية، يلعب النادي في المجموعة الشمالية.

## ألعاب أخرى
الحدباء نادي متعدد الرياضات، وقد فازت بعض فرقه ببطولات مثل فرق الكاراتيه وركوب الدراجات.

## التاريخ الإداري
- فارس إدريس

## روابط خارجية
- الحدباء على Goalzz.com
- أندية العراق - تواريخ التأسيس